# BSK Borča
BSK Borča (Servisch: Фк БСК Борча) is een Servische voetbalclub uit de hoofdstad Belgrado.

## Geschiedenis
De club werd opgericht in 1937. De club vertoefde lange tijd in de regionale reeksen. Begin jaren negentig zakte de club weg naar de allerlaagste klasse in de stad Belgrado, een dieptepunt in de geschiedenis. In 1993 gaat het terug bergop met de komst van Dragomir Vasić-Baja. Hij zorgt dat de club financieel gezond wordt en bouwt een tribune met 1.000 plaatsen.
De sportieve resultaten gingen gestaag omhoog en promotie na promotie werd afgedwongen. In 1999 promoveerde de club naar de tweede klasse. Na drie seizoenen degradeerde de club. In 2006 werd BSK kampioen in de derde klasse en promoveerde naar de nieuwe tweede klasse met enkel nog Servische clubs nadat Montenegro onafhankelijk geworden was. BSK werd vierde en plaatste zich voor de eindronde om promotie. FK Rad werd twee keer verslagen. In de finale won de club eerst van Napredak Kruševac met 2-1, maar verloor de terugwedstrijd met 2-0. Het volgende seizoen werd de club derde en verloor deze keer in de eindronde van FK Rad. In 2009 werd de club kampioen en promoveerde zo voor het eerst in het bestaan van de club naar de hoogste klasse. In 2013 degradeerde de club. In 2017 degradeerde de club naar de derde klasse. 